# Liste des saints du diocèse de Grenoble
La liste des saints du diocèse de Grenoble-Vienne présente les saints ou les bienheureux vénérés spécialement dans le diocèse de Grenoble-Vienne et y ayant passé une partie de leur vie. Ce diocèse inclut l'ancien archidiocèse de Vienne et en a repris le « propre » des saints. Il recouvre le territoire actuel du département de l'Isère, dans la région Auvergne-Rhône-Alpes.
Les saints et bienheureux sont reconnus comme saints par l'Église catholique et (ou) par l'Église orthodoxe sur la base de leur ancienneté de vénération, ou après leur béatification ou leur canonisation. Le 1er juillet est la date retenue par le diocèse pour célébrer saint Martin ainsi que tous les anciens évêques de Vienne.
- Haut – A
- B
- C
- D
- E
- F
- G
- H
- I
- J
- K
- L
- M
- N
- O
- P
- Q
- R
- S
- T
- U
- V
- W
- X
- Y
- Z

## A
- Saint Adon (IXe siècle), évêque de Vienne, fêté le 19 décembre[2].
- Saint Agrat (VIIe siècle), évêque de Vienne, fêté le 14 octobre (Bollandistes)[3].
- Bienheureux André-Abel Alricy (1712-1792), prêtre, fêté le 2 septembre[1].
- Saint Amédée (v. 1109/10-1159), évêque de Lausanne, fêté le 28 janvier[4].
- Saint Antoine (IIIe – IVe siècles), abbé, fêté le 17 janvier[4].
- Saint Aupre (VIIe siècle), prêtre originaire du diocèse de Sens et ayant séjourné dans le diocèse, fêté le 4 décembre[2],[1].
- Saint Avit (Ve – VIe siècle,), évêque de Vienne, fêté le 4 février[1], anciennement le 6 février[4],[5].
- Saint Austrebert de Vienne.

## B
- Saint Barnard de Romans (v. 780-841), évêque de Vienne, fêté le 23 janvier[4],[1].
- Saint Blaise, fêté le 3 février[4].
- Sainte Blandine, martyr, fêtée le 2 juin[1].
- Saint Blidramne (VIIe siècle), évêque de Vienne, fêté le 22 janvier
- Bienheureuse Béatrice d'Ornacieux (1260-1303), vierge, fondatrice de monastère, fêtée le 25 novembre[2],[1].
- Saint Bruno (mort en 1101), fondateur de la Grande Chartreuse, fêté le 6 octobre[2],[1].
- Bienheureux Burchard (XIe siècle), archevêque de Vienne.

## C
- Cérat de Grenoble (Ve siècle), évêque de Grenoble, fêté le 6 juin[1].
- Saint Clair du Dauphiné (mort v. 660), abbé viennois, fêté le 3 janvier[1], anciennement le 2 janvier[4].
- Saint Clarent (VIIe siècle), évêque de Vienne, fêté le 1er juillet[1], anciennement le 26 avril[4] ou encore le 25 avril (Bollandistes).
- Bienheureux Claude La Colombière (1641-1682), prêtre jésuite, fêté le 15 février[4].
- Saint Crescent, considéré par la tradition comme premier missionnaire en Gaule, Septante disciples puis compagnon de Saint Paul de Tarse et premier évêque légendaire de Vienne, fêté le 27 juin[6], anciennement le 15 juin ou encore le 29 décembre (Martyrologe universel).

## D
- Saint Denys, fêté le 1er juillet[1], anciennement le 9 mai (Bollandistes)[7].
- Saint Didier, fêté le 23 mai[1].
- Saint Domnin, premier évêque de Grenoble, IVe siècle, fêté le 3 novembre[1], anciennement le 2 novembre[2].
- Saint Domnin de Vienne, évêque de Vienne au VIe siècle, fêté le 3 novembre[2],[5].
- Saint Domnole de Vienne, évêque de Vienne, anciennement fêté le 16 juin.

## E
- Saint Eldrad (IXe siècle), abbé de la Novalaise, fêté le 13 mars[4].
- Saint Exupère, aux côtés de Séverin et Félicien, martyr, fêté le 19 novembre[1].

## F
- Saint Félicien, aux côtés de Exupère et Séverin, martyr, fêté le 19 novembre[1].
- Saint Ferjus (VIIe siècle), évêque de Grenoble, martyr, fêté le 12 janvier[4],[1].
- Saint François-Régis Clet, prêtre, martyr, fêté le 18 février (diocèse)[1], anciennement le 17 février[4].
- Saint Florent (IIIe siècle), évêque de Vienne, martyr, fêté le 3 janvier[4], anciennement le 1er janvier[7].
- Saint Ferréol, martyr, fêté le 30 août[1], anciennement le 18 septembre.

## G
- Sainte Geneviève, vierge (Ve siècle), fêtée le 3 janvier[4].
- Saint Georges, évêque de Vienne vers le VIIe siècle[2], anciennement fêté le 2 novembre.

## H
- Saint Hugues d'Avalon (1140-1200), évêque de Lincoln, fêté le 16 novembre[2].
- Saint Hugues, évêque de Grenoble, fêté le 1er avril[1].
- Saint Hugues, abbé de Bonnevaux, fêté le 3 avril[1].

## I
- Saint Hésychius/Isice (Esychius, Isicius) (Ve siècle), évêque de Vienne, fêté le 1er avril[1], anciennement fêté le 16 mars[5].
- Saint Hésychius/Isice (Esychius, Isicius) (VIe siècle), évêque de Vienne, fêté le 1er avril[1], anciennement fêté le 12 novembre.

## J
- Saint Jean (XIIe siècle), abbé de Bonnevaux, puis évêque de Valence, fêté le 22 mars[4] ;
- Serviteur de Dieu Jean Merlin (XXe siècle), aidant social, diacre et fondateur d'associations ;
- Serviteur de Dieu Jean Gerin (1797-1863), prêtre et confesseur à Grenoble, il est connu pour sa charité sans limites ;
- Saint Julien (IIIe siècle), martyr, fêté le 30 août[1] ;
- Saint Julien (IVe siècle), évêque de Vienne, fêté le 30 août[1], anciennement le 22 avril[5] ;
- Saint Just/Juste (IVe siècle), évêque de Vienne, fêté le 6 mai (Bollandistes)[6].

## L
- Saint Léonien (VIe siècle), abbé de Saint-Pierre de Vienne, fêté le 13 novembre[2],[1].
- Saint Lupicin (IVe siècle), évêque de Vienne, fêté le 14 décembre.

## M
- Saint Mamert (Ve siècle), évêque de Vienne, fêté le 11 mai[1],[5].
- Saint Martin (IIe siècle), évêque légendaire de Vienne, fêté le 1er juillet (Martyrologe d'Adon)[6],[1].
- Saint Maurice et ses compagnons, martyrs, fêtés le 1er avril[1].

## N
- Saint Namatius/ Naamat /Namase (VIe siècle), fêté le 1er juillet[1], anciennement le 17 novembre, au Martyrologe hiéronymien.
- Saint Nectaire (Ve siècle), évêque de Vienne, anciennement fêté le 5 mai, au Martyrologe hiéronymien et le 1er août[7].
- Saint Nizier ou Nicétas (Ve siècle), évêque de Vienne, fêté le 1er juillet[1], anciennement le 5 mai, au Martyrologe hiéronymien et le 5 mai (Bollandistes)[7].

## P
- Saint Pantagathe (VIe siècle), évêque de Vienne, fêté le 17 avril[4],[8].
- Saint Paracode (IIIe siècle), évêque de Vienne, fêté le 2 janvier (Martyrologe d’Adon) ou 1er janvier[7].
- Saint Paschase (Ve siècle),, évêque de Vienne, fêté le 1er juillet[1], anciennement le 22 février[4].
- Sainte Philippine Duchesne (1769-1852), religieuse de la Société du Cœur de Jésus, missionnaire auprès des indiens américains, fêtée le 18 novembre[1], anciennement le 20 novembre[2].
- Saint Pierre II de Tarentaise (v. 1102-1174), le 14 septembre ou localement le 8 mai
- Saint Pierre-Julien Eymard (XIXe siècle), prêtre, fêté le 2 août[1].
- Saint Pothin (IIe siècle), premier évêque de Lyon, fêté le 2 juin[1].

## S
- Saint Syndulphe/Sindulphe/Landalène (VIIIe siècle), évêque de Vienne, fêté le 10 décembre[2].
- Saint Sévère (Ve siècle), prêtre venu d'Inde, évangélisateur dans la région de Vienne, fêté le 9 août[1].
- Saint Séverin, aux côtés de Exupère et Félicien, martyr, fêté le 19 novembre[1].
- Saint Simplide ou Simplice (IVe siècle), évêque de Vienne, fêté le 11 février (Bollandistes)[5].

## T
- Saint Theudère (VIe siècle), abbé fondateur de l'abbaye de Saint-Chef, fêté le 29 octobre[4],[1].
- Saint Thibaud (Xe – XIe siècles), archevêque de Vienne, fêté le 1er juillet[1], anciennement le 21 mai.

## V
- Saint Vère I (Verus) (IVe siècle), évêque de Vienne, le 1er août (Martyrologe d'Adon, Bollandistes)[6].
- Saint Vère II (Verus) (VIe siècle), évêque de Vienne, le 13 janvier.
- Saint Vincent (IIIe – IVe siècles), diacre de Saragosse, martyr, patron secondaire du diocèse, fêté le 22 janvier[4],[1].

## Z
- Saint Zacharie (Ier ou IIIe siècle), évêque légendaire de Vienne[9], le 16 ou le 27 mai (Martyrologe d'Adon, Bollandistes)[6].